# Баевский (Оренбургская область)
Баевский — упразднённый посёлок в Октябрьском районе Оренбургской области. На момент упразднения входил в состав сельского поселения Октябрьский сельсовет. Исключен из учётных данных в 2008 году.

## География
Располагался на правом берегу реки Большая Куюргаза, на границе с Республикой Башкортостан, на расстоянии, примерно, 8,5 километр к северу-сверево-востоку от села Октябрьское.

## История
В посёлке Баевка действовал колхоз имени Калинина.
Постановление Законодательного Собрания Оренбургской области 20 февраля 2008 года посёлок исключен из учётных данных.

## Население
По переписи 2002 года на хуторе проживало 5 человек, из которых казахи составляли 100 % населения.